# Benoni
Benoni este un oraș din provincia Gauteng, Africa de Sud.